# Alto luogotenente (Antico Egitto)

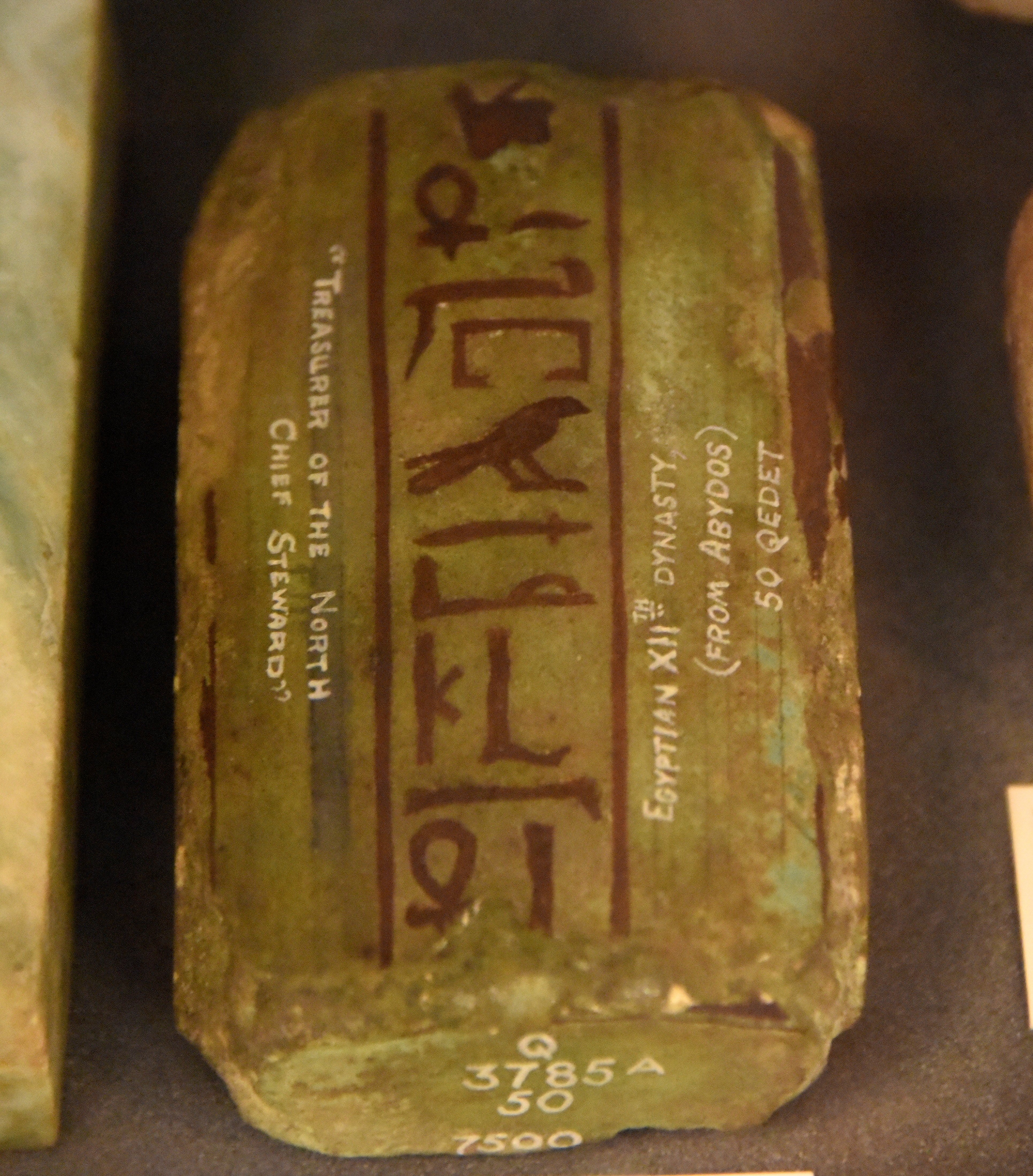
Peso in maiolica smaltata verde, inscritto per l'Alto luogotenente Aabeni - Tardo Medio Regno, da Abido (Egitto). Petrie Museum of Egyptian Archaeology, Londra

L'alto luogotenente, anche capo luogotenente o gran custode della casa (lingua egizia imi-r pr wr) era un importante funzionario dell'Antico Egitto, attestato nel Medio Regno e nel Nuovo Regno. Era incaricato di sorvegliare e gestire i possedimenti della corona che servivano a rifornire il palazzo e la residenza reale. L'ufficio appare al tempo della XI Dinastia. Ai primi detentori del titolo appartengono Henenu e Meketre. Dopo il visir e il tesoriere, la luogotenenza era l'ufficio più importante della corte reale. Importanti detentori del titolo della XII Dinastia furono Siesi e Khnumhotep III, entrambi poi nominati visir.
Il titolo era ancora molto importante nel Nuovo Regno e in questo periodo era spesso chiamato alto luogotenente del re. Importanti detentori del titolo del Nuovo Regno furono Senenmut e Wadjetrenput, entrambi al servizio di Hatshepsut.

## Capo luogotenente della Moglie di Dio
Durante la XXV e la XXVI dinastia, il ruolo della Divina Sposa di Amon crebbe di importanza, sia dal punto di vista religioso sia politico. I loro uffici richiedevano diversi servitori e impiegati, guidati da un capo luogotenente della Moglie di Dio (imy-r pr wr n ḥm.t nṯr) che era a capo delle proprietà della Moglie di Dio. Questi erano funzionari molto ricchi noti per le loro tombe monumentali a Tebe. Famosi detentori del titolo furono Harwa e Akhamunru.